# Georges Leygues
Georges Leygues (26 oktober 1857 – 2 september 1933) was een Frans politicus ten tijde van de Derde Franse Republiek. Hij was premier tussen 24 september 1920 en 16 januari 1921.
In zijn functie als minister van Marine werkte hij veel samen met marineleider Henri Salaün. Salaün en Leygues wilden meer investeren in de marine, maar de overheid gaf de Maginotlinie met Duitsland een hogere prioriteit. Hun verzoeken werden veelal afgewezen.

## Kabinet-Leygues (24 september 1920 - 16 januari 1921)
- Georges Leygues - Premier en minister van Buitenlandse Zaken
- André Lefèvre - Minister van Oorlog
- Théodore Steeg - Minister van Binnenlandse Zaken
- Frédéric François-Marsal - Minister van Financiën
- Paul Jourdain - Minister van Arbeid
- Gustava L'Hopiteau - Minister van Justitie
- Adolphe Landry - Minister van Marine
- André Honnorat - Minister van Kunst
- André Maginot - Minister van Oorlogspensioenen,
- Joseph Ricard - Minister van Landbouw
- Albert Sarraut - Minister van Koloniën
- Yves Le Trocquer - Minister van Publieke Werken
- Auguste Isaac - Minister van Commercie en Industrie
- Émile Ogier - Minister van Bevrijde Regio's

- Bibsys: 90731159
- Bibliothèque nationale de France: cb12459443q (data)
- Gemeinsame Normdatei: 128890177
- International Standard Name Identifier: 0000 0001 0879 8772
- Library of Congress Control Number: n84076771
- Nationale bibliotheek van Australië: 49288316
- Nederlandse Thesaurus van Auteursnamen: 06990488X
- Réseau des bibliothèques de Suisse occidentale: 02-A024862476
- SNAC: w6wn5gx7
- Système universitaire de documentation: 033760292
- Trove: 1491135
- Virtual International Authority File: 24698694
- WorldCat: E39PBJyRCFCcyKV9HhbdmGDDv3